# Equanimal
Equanimal és una organització no lucrativa espanyola de defensa dels drets dels animals. Prové d'una fusió de 2006 que és la "Alternativa para la Liberación Animal" (ALA, 1986) i "Derechos para los Animales" (2002).
Estan centrats a combatre qualsevol element que consideren explotació animal, com pot ser l'experimentació amb animals, les granges pelleteres i l'ús de pells com a vestimenta, l'abandonament d'animals, els circs que empren animals i els zoològics, la caça i la pesca o la tauromàquia.
Els mètodes que empren principalment són la conscienciació mitjançant campanyes informatives, els actes protesta en llocs públics com ambaixades, manifestacions i de vegades rescats oberts.
des de 2007 participen en el sabotatge de la "Copa Nacional de Caza del Zorro", que se celebra cada any a Galícia, en el qual persegueixen als caçadors fent soroll amb megàfons per espantar així les guineus i evitar que siguin abatudes.
Juntament amb aquesta, dintre de les accions realitzades que més repercussió han tingut són les consistents en saltar al "ruedo" en acabar una cursa de braus o l'"assalt" a la passarel·la Cibeles durant una desfilada.
De vegades han col·laborat amb organitzacions similars com Igualtat Animal en protestes per situacions com la cacera de foques al Canadà.